# Козелужский сельсовет
Козелужский сельсовет (бел. Казялу́жскі сельсавет) — упразднённая административная единица на территории Хойникского района Гомельской области Республики Беларусь. Административный центр — деревня Козелужье.

## История
После второго укрупнения БССР с 8 декабря 1926 года сельсовет в составе Хойникского района Речицкого округа БССР. С 9 июня 1927 года в составе Гомельского округа. 30 декабря 1927 года сельсовет упразднен, его территория присоединена к Небытовскому сельсовету.
30 июня 1966 года центр Небытовского сельсовета Хойникского района Гомельской области перенесен в деревню Козелужье, сельсовет переименован в Козелужский сельсовет.
16 декабря 2009 года Козелужский сельсовет упразднён. Населённые пункты — Козелужье, Кливы, Загалье, Загальская Слобода, Поташня, Небытов включены в состав Дворищанского сельсовета, деревня Куровое — в состав Великоборского сельсовета.
Население сельсовета по переписи 2009 года — 1066 человек, из них 92,4 % — белорусы, 4,9 % — русские, 0,9 % — украинцы.

## Состав
Козелужский сельсовет включал 7 населённых пунктов:
- Загалье — деревня
- Загальская Слобода — деревня
- Кливы — деревня
- Козелужье — деревня
- Куровое — деревня
- Небытов — деревня
- Поташня — деревня